# Aigialosaurus bucchichi
Aigialosaurus bucchichi (лат.) — вид вымерших морских пресмыкающихся из семейства Aigialosauridae, близкого к мозазаврам. Ископаемые остатки Aigialosaurus bucchichi были найдены в Хорватии в верхнемеловых отложениях.

## Таксономия

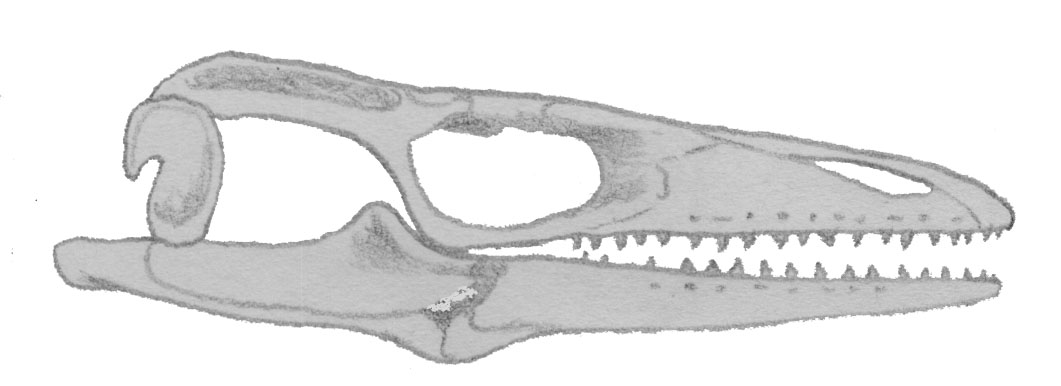
Череп

Вид описан в 1901 году как Opetiosaurus bucchichi. В 2009 году его перенесли в род Aigialosaurus.